# Лучший подарок на Рождество
«Лучший подарок на Рождество» (также иногда как Спасти Рождество) (англ. The Ultimate Christmas Present) — американский детский телефильм 2000 года. Оригинальный фильм канала Дисней.

## Сюжет
Три дня до Рождества, Калифорния. Две тринадцатилетние девочки, Элли Томпсон и Саманта Куан, мечтают начать рождественские каникулы раньше. Возвращаясь домой через лес, они обнаруживают незнакомый дом в глуши, в котором хозяйничает какой-то старик-изобретатель. В мусорном бачке у дома они находят непонятный прибор и приносят его домой. Выясняется, что это «машина погоды» и Элли приходит в голову идея завалить окру́гу снегом, чтобы отменили школьные занятия.
Санта (тот самый старик) звонит жене на Северный полюс и жалуется на пропажу, та высылает ему в помощь двух эльфов. Прибыв, они обнаруживают след ботинка, догадываются о краже, а Санта с помощью своей базы данных сужает круг подозреваемых до нескольких девочек. Тем временем снегопад действительно начинается, и местный метеоролог-неудачник Эдвин Хэдли решает разобраться в этой погодной аномалии.
А снег вносит серьёзные проблемы в жизнь: уехавший в командировку отец не может вернуться, родственники не могут приехать на Рождество, в городе отключают электричество. Элли и Саманта решают спрятать прибор в свинцовый ящик, чтобы тот перестал работать, идут за ним в гараж и там обнаруживают Санту с помощниками. Девочки признаются им в краже, но теперь вернуть машину погоды непросто: сначала её нашёл и взял младший брат Элли, Джоуи, а потом её у него отобрал Эдвин, решивший стать «королём погоды». Санта, эльфы и девочки бросаются в погоню за метеорологом и отбирают у него прибор. Санта ремонтирует машину и в Калифорнии снова становится тепло и солнечно.

## В ролях
- Хэлли Хирш — Эллисон Рейчел Томпсон[1]
- Бренда Сонг — Саманта Элизабет Куан, подруга Эллисон
- Спенсер Бреслин — Джоуи Томпсон, младший брат Эллисон
- Хэлли Тодд — Мишель Томпсон, мать Эллисон и Джоуи
- Грег Кин[англ.] — Стив Томпсон, отец Эллисон и Джоуи
- Джон Сэлли — Крампет, эльф
- Билл Фагербакки — Спарки, эльф
- Питер Сколари — Эдвин Хэдли, метеоролог
- Джон Лоу — Санта-Клаус